# Le Schpountz (film, 1938)
Cet article concerne le film de Marcel Pagnol. Pour le film de Gérard Oury, voir Le Schpountz.
Pour plus de détails, voir Fiche technique et Distribution.
Le Schpountz est un film français réalisé par Marcel Pagnol, sorti en 1938.
Le film, bien que totalement original, tourné en 1937 en parallèle d'un autre film de Pagnol, Regain, se base sur une anecdote réelle survenue lors du tournage d'un précédent film, Angèle, tourné en 1934.

## Synopsis
Irénée Fabre et son frère Casimir sont hébergés, depuis la mort de leurs parents, chez leurs oncle et tante qui tiennent une petite épicerie à Éoures, entre Marseille et Aubagne. Irénée rêve d'être une vedette du grand écran. En attendant ce brillant destin, sa nonchalance, sa maladresse et son gros appétit le font considérer par son oncle comme un irrécupérable boulet.

De passage dans son village pour tourner un film, des techniciens de cinéma s'aperçoivent qu'Irénée est ce qu'ils surnomment dans leur jargon « un schpountz », autrement dit un jobard se croyant artiste. Ils l'écoutent, amusés, évoquer naïvement son obsession de cinéphile et faire la démonstration de ses talents, déclamant une tirade sur la peine de mort, puis se lançant dans une chanson burlesque ; et pour le tourner en ridicule, ils lui font signer un faux contrat d'acteur professionnel aux clauses aussi mirobolantes que loufoques, qui non seulement n'éveillent chez lui aucun soupçon, mais exaltent sa confiance en lui. Comme le lui explique Charlet, un des membres de l'équipe, il est un « schpountz » parfait, ce qu’il lui précise en ces termes : 
« Le Schpountz, [...] c'est un rôle. Un rôle extraordinaire dans un film extraordinaire. Ce rôle, depuis cinq ans, attend l'acteur qui pourra l'incarner. On a essayé toutes les vedettes, tous les plus grands noms de l'écran ! Aucun n'a pu l'interpréter. C'est pour ainsi dire Greta Garbo en homme. Vous vous rendez compte ? »

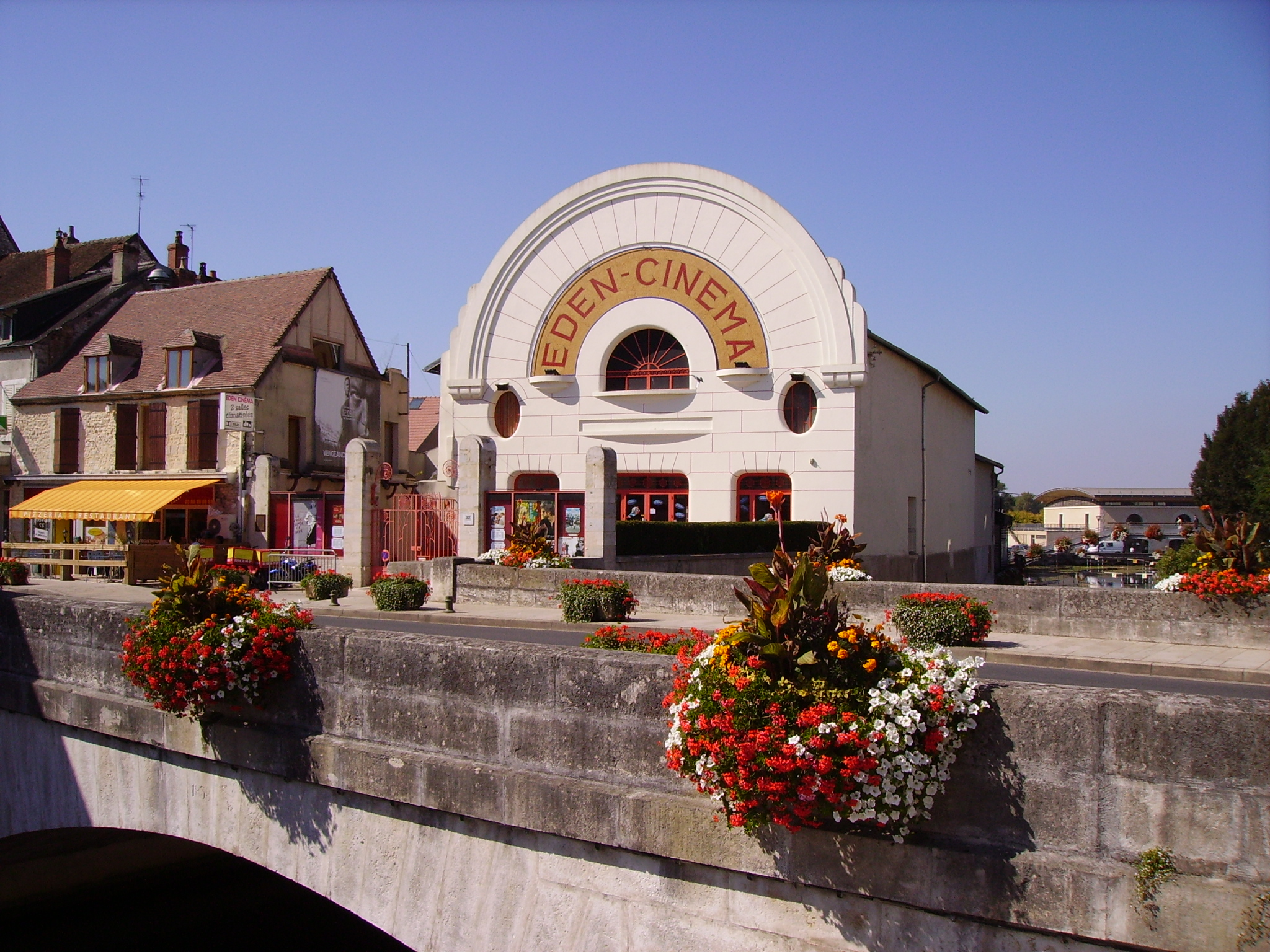
Le cinéma est l'obsession d'Irénée.
Sur cette photo, l'Éden Cinéma de Cosne, construit en 1913.

L'oncle, choqué de la naïveté d'Irénée, lui reproche un « ramollissement de la cervelle » et raille sa volonté de monter à Paris pour faire exécuter son contrat. Cependant Irénée, piqué au vif et aveuglé par sa vanité, continue de mordre à l'hameçon, et cela malgré les avertissements de Françoise, la monteuse de l'équipe, qui tente elle aussi de le faire changer d'avis en lui expliquant qu'il est victime d'une mauvaise plaisanterie. Croyant que cet aveu est en fait une manœuvre pour l'empêcher de percer dans le métier, Irénée s'emporte et se rend à Paris pour tourner ce qu'il croit être son premier film.
Le schpountz parvient à s'introduire dans les studios et jusque dans le bureau du directeur, monsieur Meyerboom, qui fait mine de le connaître pour se débarrasser d'une actrice importune venue faire du scandale. Une fois la femme chassée, Monsieur Meyerboom essaye de comprendre ce que veut ce jeune inconnu, avant de se rendre compte de son exaltation et de prévenir des gros bras qui l'expulsent manu militari des studios.
Françoise, qui a vu la scène, prévient alors ses collègues techniciens que le schpountz est là et qu'il a réussi à rencontrer le directeur. Le chef opérateur Astruc vient le retrouver sur le trottoir et tente de lui ouvrir les yeux, mais l'entêtement délirant d'Irénée l'empêche d'accepter la réalité : il croit de plus en plus à une « cabale » dirigée contre lui. Avec l'aide de ce même Astruc, Irénée parvient de nouveau à rentrer dans les studios. L'équipe des techniciens, le trompant encore une fois, le pousse à endosser le costume d'un général d'Empire et l'introduit en plein tournage sur le plateau d'un film historique consacré à Napoléon. L'irruption incongrue d'Irénée sème la panique, interrompt le tournage et déclenche la fureur du réalisateur.
Irénée, pourchassé, humilié, retombe sur terre : il se rend enfin compte qu'on s'est joué de lui et qu'il n'est en réalité qu'un « schpountz ». Il essaye de faire croire qu'il n'était pas dupe, et tente de s'en tirer de la façon la plus élégante possible. L'équipe, émue, lui propose alors de lui payer son retour à Marseille, mais Irénée tente à nouveau de jouer la fierté et refuse. Monsieur Meyerboom, prévenu par Galubert, l'acteur incarnant Napoléon, convoque l'équipe des farceurs pour leur dire sa façon de penser, dans un discours épique où se mêlent dépit, ironie et complicité.
Irénée, qui s'est rendu compte de sa folie des grandeurs, avoue sa honte à Françoise : il lui confesse qu'il n'est qu'un bon à rien (et même, comme disait son oncle, un « mauvais à tout » !) et qu'il n'a pas d'avenir. Dès lors, Françoise décide d'intervenir, et fait embaucher Irénée comme aide-accessoiriste, tâche où celui-ci semble s'épanouir. Puis Françoise convainc Meyerboom de donner à son protégé un petit rôle pour révéler son côté comique. Irénée accepte de jouer les seconds rôles aux côtés du prétentieux et cabot Galubert, qui finira par se retirer, outré par la réussite du jeune acteur : car le film est un franc succès et l'ancien schpountz est maintenant reconnu comme une révélation comique.
Mais Irénée, qui se rêvait tragédien, semble dépité par son nouveau statut, et il fait à Françoise un commentaire très dévalorisant envers la nature du comique : « Celui qui fait rire les autres est inférieur aux autres ». Mais son amie lui rappelle que les grands acteurs comiques ne sont pas des êtres inférieurs, évoquant Molière et Charlie Chaplin, et n'omet pas de lui rappeler que « le rire est le propre de l'homme ».
Monsieur Meyerboom, face au triomphe de cette nouvelle vedette, lui propose un contrat qui semble mirifique et qui éblouit le jeune homme, mais Françoise, prudente, conseille à Irénée de réfléchir. Meyerboom s'éclipse un instant, et ils se retrouvent à parler tous les deux. Irénée se rend compte que Françoise est une femme seule, habitant encore chez sa mère, et qui, en fait, s'intéresse beaucoup à lui. Irénée accepte de signer le contrat à condition qu'elle devienne son « manager » et qu'elle entre avec lui dans « une association conjugale », car il a besoin d'elle. Françoise, séduite, lui déclare qu'elle se mariera avec lui quand il sera assez riche pour avoir une belle automobile, et, fine mouche, fait donner à Irénée par Meyerboom, en plus du contrat, sa splendide décapotable : il pourra ainsi très vite l'épouser.
Françoise et Irénée, effectivement mariés, se rendent avec leur immense voiture à Éoures chez l'oncle et la tante d'Irénée, et l'acteur décide de leur jouer une petite comédie : il fait mine d'avoir raté sa vocation, afin de retrouver sa famille comme il l'a connue. L'oncle, qui le croit sans un sou, l'accueille avec tendresse, tout en insistant sur cet échec lamentable qui prouve sa « perspicacité ». Il accepte sans sourciller la présence de Françoise, et espère même agrandir son épicerie pour qu'ils puissent tous travailler ensemble — l'oncle, la tante, Casimir, Françoise et Irénée lui-même. Face à tant de générosité, Irénée avoue à son oncle qu'il est devenu un acteur célèbre et riche, et toute la famille est en joie. Le film s'achève sur la tirade des « coups de pied au derrière » par laquelle Irénée feint de menacer les enfants du village qui veulent jouer avec le klaxon de la belle auto garée devant l'épicerie familiale.

## Fiche technique
- Titre : Le Schpountz

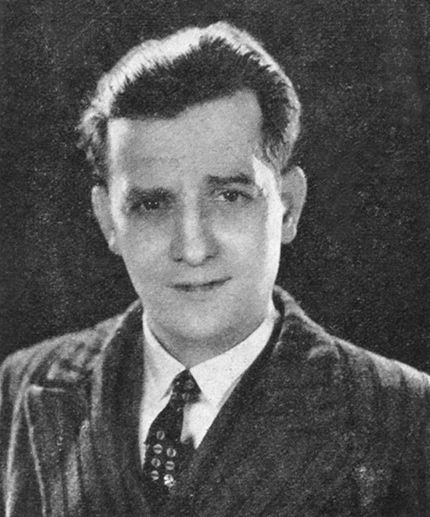
Marcel Pagnol, producteur, réalisateur et scénariste du film.

- Titre secondaire : La Fausse vocation[2]
- Réalisation : Marcel Pagnol
- Scénario et dialogues : Marcel Pagnol
- Image : Willy Faktorovitch (désigné Willy) ; cadreur : Roger Ledru ; assistant caméra : Henri Dariès
- Décors : Marius Brouquier
- Son : Marcel Levoignat (studio), Jean Lecoq (extérieurs)
- Montage : Suzanne de Troye, Suzanne Cabon ; assistante Jeannette Ginestet
- Musique : Casimir Oberfeld

Chanson : Je n'ai jamais compris l'amour ou l'amour incompris, paroles de Jean Manse
- Photographe de plateau : Roger Corbeau
- Production : Marcel Pagnol
- Société de production :  Société Nouvelle des Films Marcel Pagnol
- Directeur de production : Charles Pons ; assistant Léon Bourrely
- Régie : Henri Garcia
- Pays :  France
- Langue : français
- Format : Noir et blanc - 35 mm - 1,37:1
- Genre : Comédie
- Durée : 123 minutes
- Distribution : Gaumont
- Date de sortie : France, 15 avril 1938 (Cinéma : Olympia)[4]

## Production

### Genèse
L’idée du Schpountz est née au cours du tournage du film Angèle, effectué par le même réalisateur, quelques années auparavant. Lors des prises de vues extérieures, des curieux, venus des villages alentour, venaient assister au tournage. Parmi ces visiteurs réguliers, un jeune homme à la présentation modeste tentait de se faire passer pour une personne importante. Dès lors, le chef opérateur, qui avait compris son manège, le surnomma « le Schpountz ». Ce technicien et son équipe lui firent miroiter une grande carrière d’acteur, allant même jusqu'à lui faire signer un contrat bidon. Informé de ce fait, Pagnol part de cette anecdote de tournage et écrit un scénario en pensant à Fernandel, acteur idéal pour jouer une situation comique tout en sachant rester émouvant.
Le mot qui compose le titre du film a très certainement été créé par Willy Faktorovitch, directeur de la photographie de nombreux films de Marcel Pagnol (mais aussi d'autres réalisateurs tels que Jacques Houssin, Julien Duvivier ou Christian-Jaque). Ce technicien, d'origine ukrainienne, connaissait la langue allemande et s'est inspiré du mot Spund, tiré de cette langue et signifiant « bouchon » et par extension, « enfant » ou « homme simplet », facile à duper ou à manipuler.

## Distribution
- Fernandel : Irené Fabre, « Irénée, le schpountz », commis-épicier
- Orane Demazis : Françoise, monteuse
- Fernand Charpin : Baptiste Fabre, oncle d'Irénée
- Léon Belières : Meyerboom, directeur des studios Yaourt-Meyerboom
- Enrico Glori : Bogidar Glazunoff, le metteur en scène
- Robert Vattier : Astruc, chef opérateur
- Marcel Maupi : le barman
- Louisard : Charlet
- Henri Poupon : Galubert
- Robert Bassac : Dromart
- Charles Blavette : Martelette
- Jean Castan : Casimir Fabre, frère d'Irénée
- André Pollack : l'avoué
- Charblay : Adolphe, portier des studios
- Joseph Tyrand : le figurant jouant le rôle du Pape
- Borel : L'accessoiriste[4]
- Henri Champetier : Nick Durrante
- Roger Forster : Lucien, le chauffeur
- Beretta : le chef de plateau
- Jean Weber : le cantinier
- Alida Rouffe : Mme Fenuze
- Alice Roberts  : Rita Camelio
- Odette Roger : Clarisse Fabre, tante d'Irénée

Non crédités : 
- Robert Darène : un assistant
- André Roussin : Roussin
- Pierre Brasseur : Cousine, photographe de plateau
- Géo Forster : Cousine, photographe de plateau[7]
- Louis Ducreux
- Dumiel

## Tournage

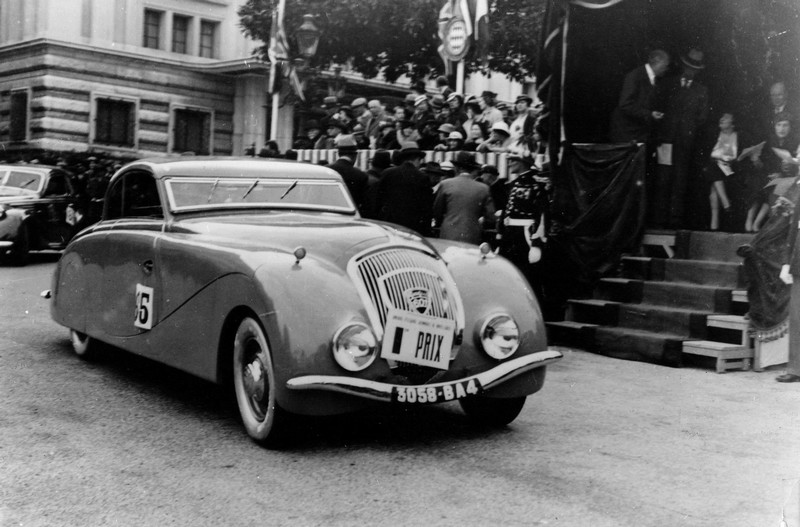
La Peugeot 601 « Eclipse Pourtout » qui apparaît dans le film.

- Le film a été tourné de mars à septembre 1937 à Marseille et dans ses environs, durant la même période que Regain : les deux films, réalisés simultanément par Pagnol, partagent une grande partie des acteurs, des figurants et des techniciens, pour des raisons techniques et budgétaires[8].

- La voiture que le producteur offre au « schpountz », alias Irénée, lors de la signature de son premier contrat, et avec laquelle il fera finalement un retour sensationnel dans sa famille, est la Peugeot 601 personnelle de Marcel Pagnol. Achetée en 1935, elle possède une carrosserie spéciale créée par le carrossier Marcel Pourtout sur un châssis de 601 « Éclipse », un modèle équipé d'un toit amovible en acier qui se range dans la pointe arrière du véhicule, dispositif élaboré par le designer Georges Paulin. La voiture existe toujours, dans une collection privée[9].

- Une des principales scènes comiques du film (interprétée par Fernandel) évoque la loi du 25 septembre 1791 du Code pénal qui indique dans son article 3 que « Tout condamné à mort aura la tête tranchée »[10],[11],[12]. On notera que c'est le Code civil qui est mentionné dans le film, alors que la citation vient du Code pénal[13].

## Citations
- « Tu vas encore me dire que je suis un bon à rien ! — Ooooh, que non ! Bon à rien ! Mais ce serait encore trop dire ! Tu n'es pas bon à rien, tu es mauvais à tout… » (L'oncle reprochant à Irénée de ne pas savoir gagner sa vie.)[14]
- « Tout condamné à mort aura la tête tranchée ». Cette phrase du code pénal, déclamée par Irénée sur les registres les plus variés, allant du burlesque au tragique, pour faire la démonstration de sa capacité à tout jouer, est devenu une des tirades les plus célèbres du cinéma français.
- « Et vous savez quand est-ce qu'on devient vieux ? C'est quand les jeunes vous laissent tomber. C'est quand on tutoie tout le monde... et que plus personne ne vous dit "tu" ! » (M. Meyerboom dans son bureau, face au groupe des farceurs.)[4]
- « [...] si l'on veut que les gens méritent notre confiance, il faut commencer par la leur donner. » (L'oncle à Françoise après sa présentation par Irénée.)[4]

## Réception

### Critique
Aurélien Ferenczi, rédacteur en chef adjoint au magazine Télérama, est admiratif du talent de Fernandel durant ce tournage. Il voit une sorte de mise en abîme dans ce film qui, débutant de façon assez conventionnelle (l'histoire d'un « fada » qui vit dans sa propre obsession), lance ensuite « une réflexion sur le monde du cinéma et sur la fonction du comique ».

## Analyse
Ce film, novateur pour l'époque, base son intrigue sur une mise en abîme propre à l'art cinématographique : il reprend une anecdote tirée du tournage d'un précédent film, et met en scène une équipe de tournage filmée par la véritable équipe de tournage elle-même, équipe qui est d'ailleurs à l'origine de l'anecdote initiale, Marcel Pagnol ayant l'habitude de garder les mêmes techniciens.
Il y a également un côté « arroseur arrosé » qui va bien au-delà de l'anecdote originelle, puisque le « schpountz », le « jobastre », le « fada » (termes utilisés dans le film) finit par avoir raison dans son insistance, et réussit à s'ouvrir les portes des studios pour y triompher comme acteur. Un hommage appuyé est rendu à Charlie Chaplin, avec pour ambition de donner enfin ses lettres de noblesse au cinéma comique, souvent considéré par les critiques comme un genre mineur.

## Autour du film
- Un remake est réalisé en 1999 par Gérard Oury avec Smaïn, Sabine Azéma et Ticky Holgado, mais c'est un échec commercial.